# Masacre de Al-Shati
La masacre de Al-Shati fueron una serie de ataques aéreos llevados a cabo el 13 de julio de 2024 por las Fuerzas de Defensa de Israel (FDI) contra el campamento de refugiados de Al-Shati, localizado al norte de la Franja de Gaza, en la ciudad de Gaza. Los bombardeos alcanzaron a un grupo de palestinos que se habían reunido para rezar cerca de las ruinas de una mezquita del campamento y provocaron la muerte de al menos veintidós personas y heridas de distinta consideración a otras veinte.

## Antecedentes
El campamento de Al-Shati se estableció en 1948 para unos 23 000 palestinos que huyeron o fueron expulsados por las milicias sionistas de las ciudades de Jaffa, Lydda y Beerseba, así como de las aldeas circundantes, durante la guerra árabe-israelí de 1948. En 1971, las autoridades israelíes demolieron más de 2000 viviendas para ampliar las carreteras por razones de seguridad. Alrededor de 8000 refugiados se vieron obligados a abandonar el campo y trasladarse al complejo de viviendas cercano en Sheikh Radwan, ciudad de Gaza, y un número menor fue transferido a la ocupada Cisjordania.
En 2023, Al-Shati contenía un sistema de alcantarillado, un centro de salud y veintitrés escuelas (diecisiete primarias, seis secundarias). Con una superficie de apenas 0,52 km², es uno de los lugares más densamente poblados del mundo.
El 9 de octubre de 2023, las FDI llevaron a cabo un ataque aéreo contra el campamento: el ataque destruyó cuatro mezquitas y según los medios palestinos, mató a numerosas personas que se encontraban dentro. El campo es el tercer campo de refugiados más grande de Gaza, con una población de más de 90 000 habitantes. El 12 de octubre las FDI llevaron a cabo un segundo ataque que mató a trece personas. El 22 de junio de 2024, dos ataques aéreos llevados a cabo por las Fuerzas de Defensa de Israel ocurrieron aproximadamente al mismo tiempo en distritos del norte de la ciudad de Gaza, golpeando el campamento de refugiados de Al-Shati y el distrito gazatí de Tuffah, matando al menos a cuarenta y tres personas e hiriendo a docenas más.

## Ataque

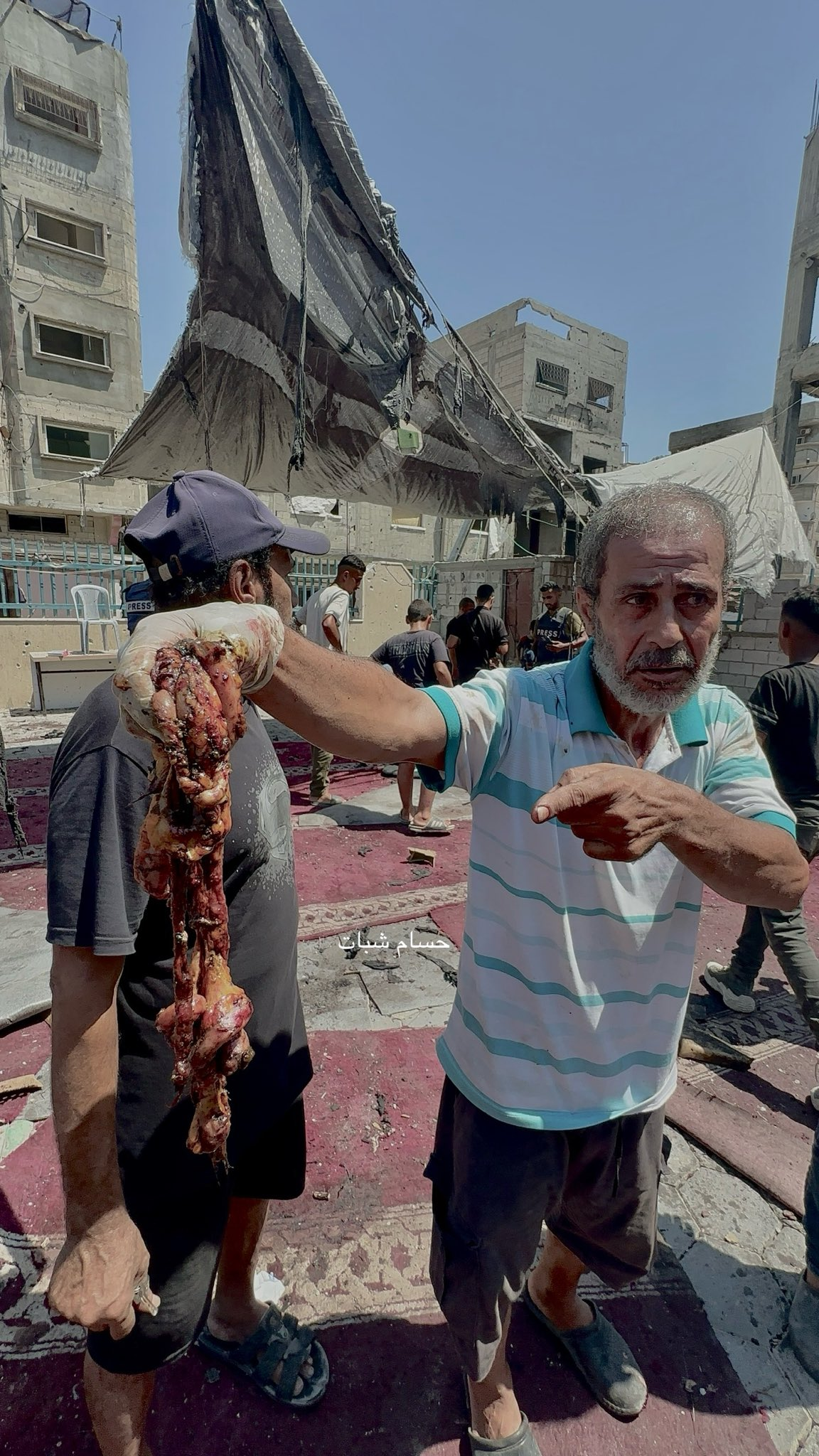
Partes del cuerpo de una de las víctimas del ataque de las FDI.

El 13 de julio de 2024, la Defensa Civil Palestina en Gaza informó que al menos 22 personas murieron por los bombardeos israelíes contra el campamento de refugiados de Al-Shati, dejando varias víctimas más en estado crítico. La agencia informó de que muchas de las víctimas se habían reunido en una sala de oración para la Dhuhr (oración del mediodía) en el lugar donde se había destruido una mezquita en el momento del ataque. Testigos presenciales informaron de que los residentes del campamento sólo se reunieron para la oración del mediodía en la mezquita, y no para las oraciones vespertinas del Maghrib y la Isha'a, con el fin de evitar ser potencialmente atacados en ese momento.
La Media Luna Roja Palestina informó de que había recuperado seis cadáveres y tres civiles gravemente heridos poco después del ataque. Al menos diez muertos y veinte heridos fueron trasladados al cercano Hospital Árabe Al-Ahli.

## Reacciones
- Hamás: calificó los ataques como una «escalada del terrorismo sionista y de los crímenes contra la humanidad».[1]

- Irak: el gobierno iraquí condenó los ataques junto con los ataques al campamento de al-Mawasi —que también ocurrieron el 13 de julio de 2024— y calificó los ataques y el papel del primer ministro israelí, Benjamin Netanyahu, y su gobierno en ellos como intentos de «socavar todos los conceptos del derecho internacional» mientras ignoran «toda voz humanitaria», esto desestabilizaría aún más Oriente Medio y extendería el conflicto fuera de la región. Reiteró los llamamientos anteriores a la comunidad internacional para que obligue a Israel a rendir cuentas por su «flagrante agresión por parte de una entidad que se considera por encima del derecho internacional y la justicia» como un «precedente peligroso en la historia humana» y para que apoye los derechos humanos palestinos.[11]

- Organización de las Naciones Unidas: La Oficina del Alto Comisionado de las Naciones Unidas para los Derechos Humanos declaró que el uso por parte de Israel de «armas que afectan a amplias zonas en áreas densamente pobladas» ha supuesto un «daño desproporcionado a civiles y un daño a la infraestructura civil», lo cual sugiere un «patrón de violaciones voluntarias de los principios de distinción, proporcionalidad y precaución del Derecho Internacional Humanitario». La directora de Unicef deploró «otra semana brutal para los niños de Gaza». La relatora especial de la ONU, Francesca Albanese, denunció que «la guerra genocida de Israel en Gaza es tan intensa que otra masacre de veinte civiles hoy, en un campamento de refugiados (en la ciudad de Gaza) casi no ha recibido atención de los medios de comunicación por la mucho mayor y simultánea masacre de al-Mawasi (con una cifra a estas horas de 90 muertos)».[12]